# فیلم ترسناک (ترانه)
«فیلم ترسناک» تک‌آهنگی از کیت بوش خواننده/ترانه‌سرای اهل بریتانیا است که در سال ۱۹۷۸ میلادی منتشر شد. این تک‌آهنگ در آلبوم شیردل قرار داشت.